# Ndompetelo Mbabu
Ndompetelo Mbabu (6 marzo 1970) è un ex calciatore della Repubblica Democratica del Congo, di ruolo centrocampista.

## Carriera

### Nazionale
Ha debuttato in Nazionale il 24 gennaio 2000, in RD del Congo-Algeria (0-0), subentrando a Makaya Nsilulu al minuto 63. Ha partecipato, con la Nazionale, alla Coppa d'Africa 2000. Ha collezionato in totale, con la maglia della Nazionale, due presenze.

## Statistiche

### Cronologia presenze e reti in Nazionale
| Cronologia completa delle presenze e delle reti in nazionale ― RD del Congo | Cronologia completa delle presenze e delle reti in nazionale ― RD del Congo | Cronologia completa delle presenze e delle reti in nazionale ― RD del Congo | Cronologia completa delle presenze e delle reti in nazionale ― RD del Congo | Cronologia completa delle presenze e delle reti in nazionale ― RD del Congo | Cronologia completa delle presenze e delle reti in nazionale ― RD del Congo | Cronologia completa delle presenze e delle reti in nazionale ― RD del Congo | Cronologia completa delle presenze e delle reti in nazionale ― RD del Congo |
| Data                                                                        | Città                                                                       | In casa                                                                     | Risultato                                                                   | Ospiti                                                                      | Competizione                                                                | Reti                                                                        | Note                                                                        |
| --------------------------------------------------------------------------- | --------------------------------------------------------------------------- | --------------------------------------------------------------------------- | --------------------------------------------------------------------------- | --------------------------------------------------------------------------- | --------------------------------------------------------------------------- | --------------------------------------------------------------------------- | --------------------------------------------------------------------------- |
| 24-01-2000                                                                  | Kumasi                                                                      | RD del Congo                                                                | 0 – 0                                                                       | Algeria                                                                     | Coppa d'Africa 2000                                                         | -                                                                           | 63’                                                                         |
| 27-01-2000                                                                  | Kumasi                                                                      | Sudafrica                                                                   | 1 – 0                                                                       | RD del Congo                                                                | Coppa d'Africa 2000                                                         | -                                                                           | 63’                                                                         |
| Totale                                                                      |                                                                             | Presenze                                                                    | 2                                                                           |                                                                             | Reti                                                                        | 0                                                                           |                                                                             |